# Dobieszewo (przystanek kolejowy w województwie pomorskim)
Dobieszewo – zlikwidowany przystanek kolejowy w Polsce położony w województwie pomorskim, w powiecie słupskim, w gminie Dębnica Kaszubska.

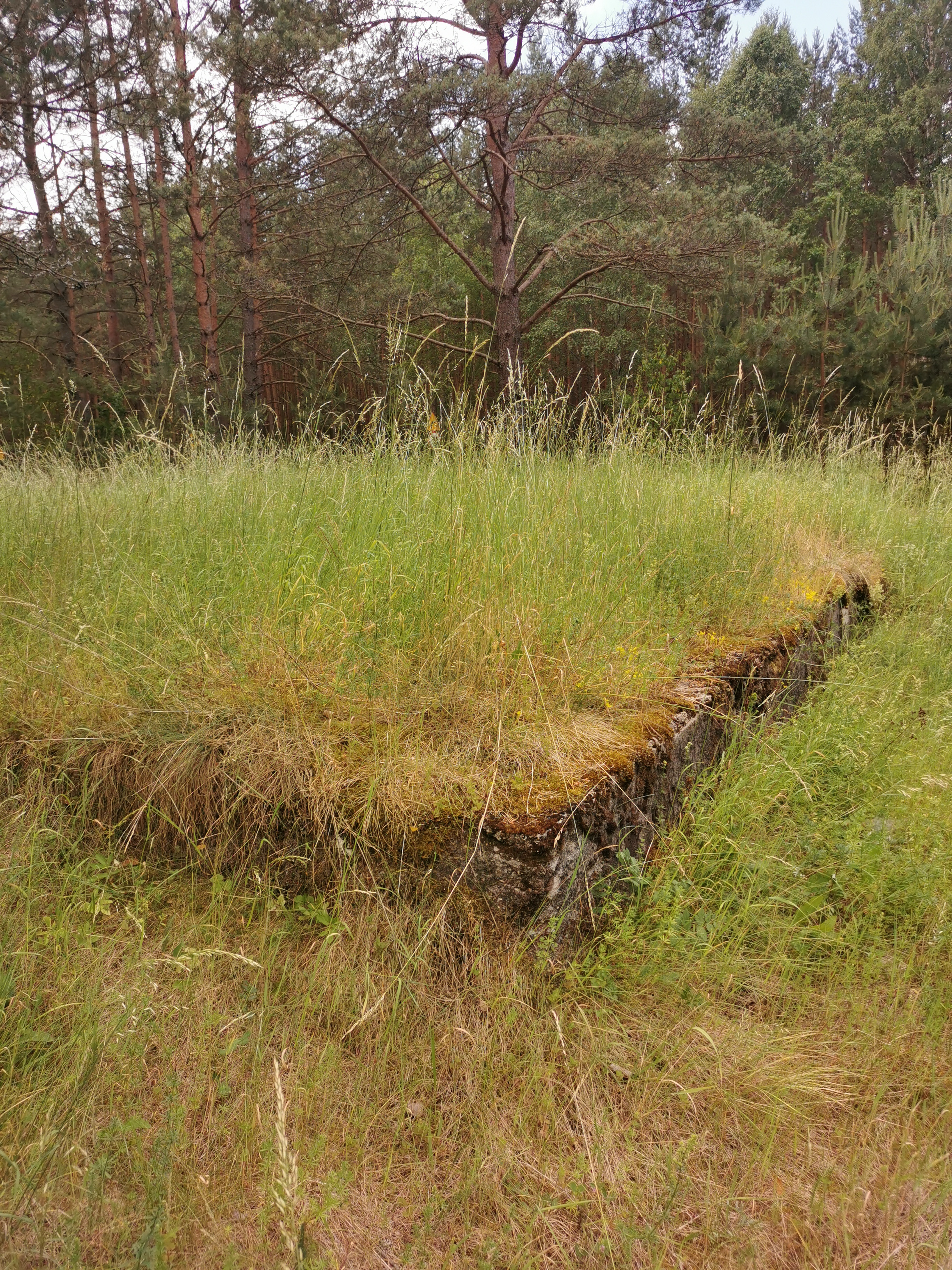
Fundamenty pozostałe po przystanku kolejowym w Dobieszewie

Przystanek znajdował się przy skrzyżowaniu drogi wojewódzkiej nr 210 z drogą powiatową nr 1178G z Dobieszewa i drogą leśną do Krzyni, około 3,5 km na zachód od zabudowań w Dobieszewie. Był częścią linii kolejowej Słupsk–Budowo. Pierwszy odcinek, tj. ze Słupska do Dębnicy Kaszubskiej, oddano do użytkowania 15 sierpnia 1894. 12 października 1895 nastąpiło otwarcie następnego fragmentu tejże linii, tj. do Jamrzyna, przez przystanek kolejowy w Dobieszewie właśnie. Ostatecznie, 1 sierpnia 1906 tory przedłużono do Budowa. Planów połączenia z linią Bytów-Lębork nigdy nie zrealizowano. Przystanek rozebrano po zakończeniu II wojny światowej.
Z infrastruktury zachowały m.in. rampa kolejowa i fundamenty budynków.